# STS-60
STS-60 est la dix-huitième mission de la navette spatiale Discovery.

## Équipage
- Commandant : Charles F. Bolden (4)  États-Unis
- Pilote : Kenneth S. Reightler, Jr. (2)  États-Unis
- Spécialiste de mission : N. Jan Davis (2)  États-Unis
- Spécialiste de mission : Ronald M. Sega (1)  États-Unis
- Spécialiste de mission : Franklin R. Chang-Diaz (4)  États-Unis
- Spécialiste de mission : Sergueï Krikaliov (3)  Russie, premier cosmonaute russe à bord de la navette spatiale américaine.

Entre parenthèses le nombre de vols spatiaux par astronaute (y compris la mission STS-60)

## Paramètres de mission
- Masse :
  - Poids total :97 448 kg
  - Charge utile : 10 231 kg
- Périgée : 348 km
- Apogée : 351 km
- Inclinaison : 56.4°
- Période orbitale : 91.5 min

## Objectifs
STS-60 est une mission Spacehab, avec utilisation du Wake Shield Facility.